# Ginzburg-felhőkarcoló
A Ginzburg-felhőkarcoló (ukránul: Хмарочос Гінзбурга) vagy Ginzburg-ház egy 12 emeletes, 67,5 méter magas felhőkarcoló volt Kijevben, Ukrajna fővárosában. Az épületet Ukrajna első felhőkarcolójának is hívták, 1912-ben készült el, és 1941-ben rombolták le.

## Történelme
A ház 1910–1912 között épült. Bérháznak használták. 94 lakás volt benne, ezek közül a legnagyobb 11 szobás volt. Összesen körülbelül 500 szobája volt.
A Ginzburg-felhőkarcoló első emeletén bevásárlóközpont kapott helyet. Az épületnek volt egy tornya, ahonnan panoráma nyílt Kijevre.
1913 őszén Olekszandr Murasko festőművész megnyitotta a felhőkarcoló 12. emeletén az Olekszandr Murasko Művészeti Stúdiót, amelyben egy időben közel 100 ember tanult. A rajz és festészet mellett művészettörténeti és művészetfilozófiai előadások hangzottak el. A stúdió 1917-ig létezett.
1918 áprilisában ebben az épületben kapott helyet Franciaország ukrajnai katonai missziója, amely 6 tisztből állt.
Az épületet a Barbarossa hadművelet miatt az NKVD alakulata 1941. szeptember 24-én robbantotta fel. Az 1950-es évek elején teljesen megsemmisült, amikor az épület alapozását véglegesen lebontották.
1954–1961-ben a Ginzburg-ház helyén épült a Moszkva Hotel (2001-től Hotel Ukrajna).
Az épületet 1929-ben az Ember a felvevőgéppel című dokumentumfilm forgatásánál használták, amelyben a felhőkarcoló tornyát és belső udvarát forgatták.

## Galéria

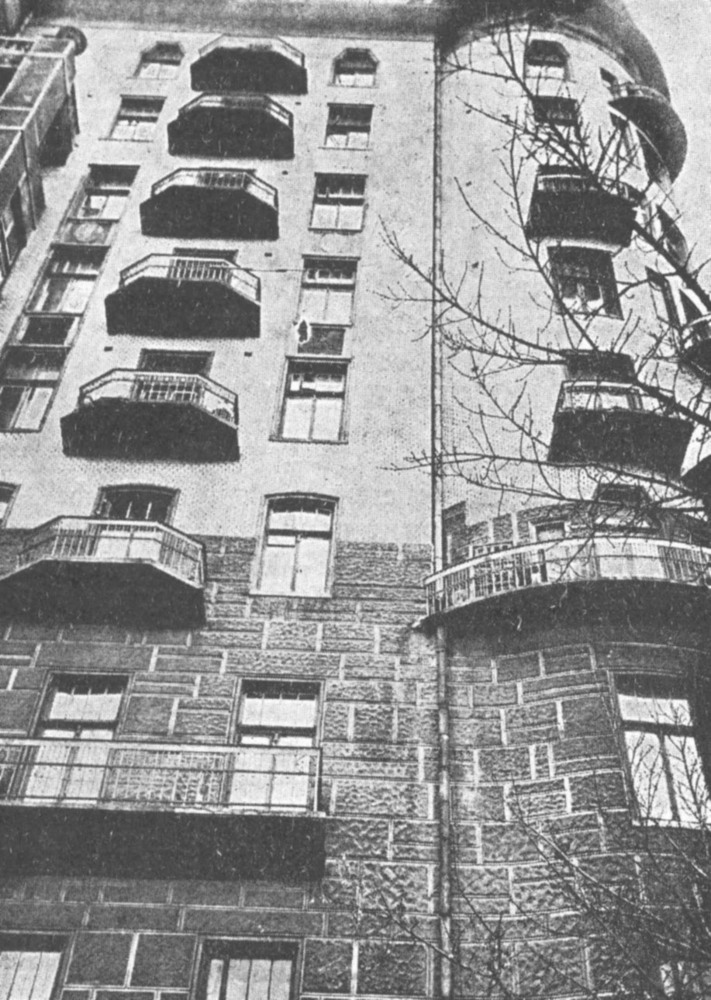
A falak
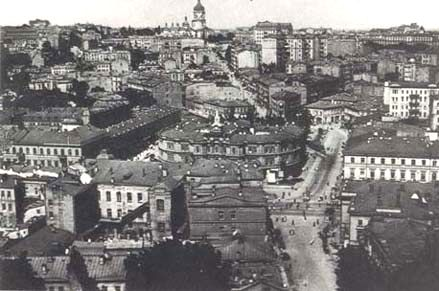
Panoráma a felhőkarcoló ablakából
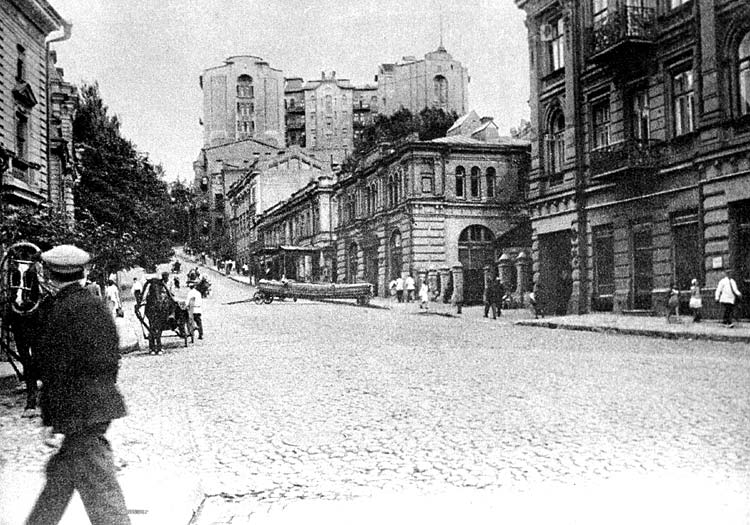
Az utca látképe (1913)
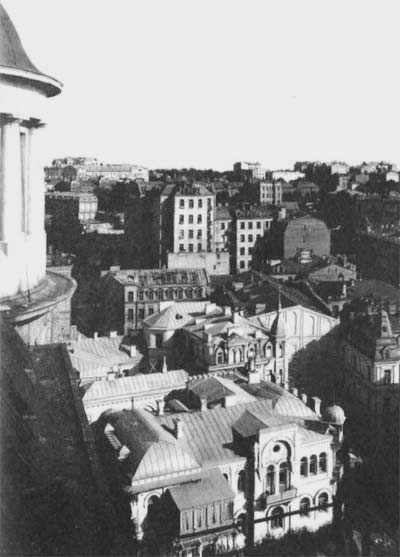
Kilátás a felhőkarcoló 12. emeletéről (1914)
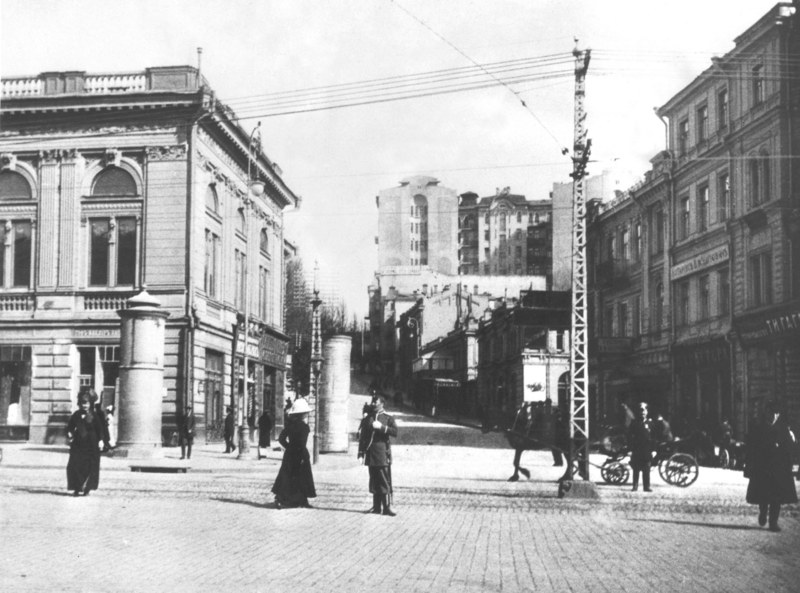
Az 1910-es években
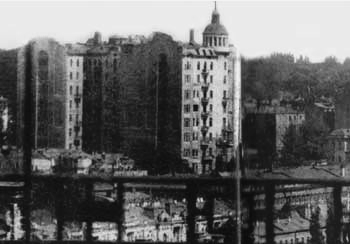
Az épület távolabbról
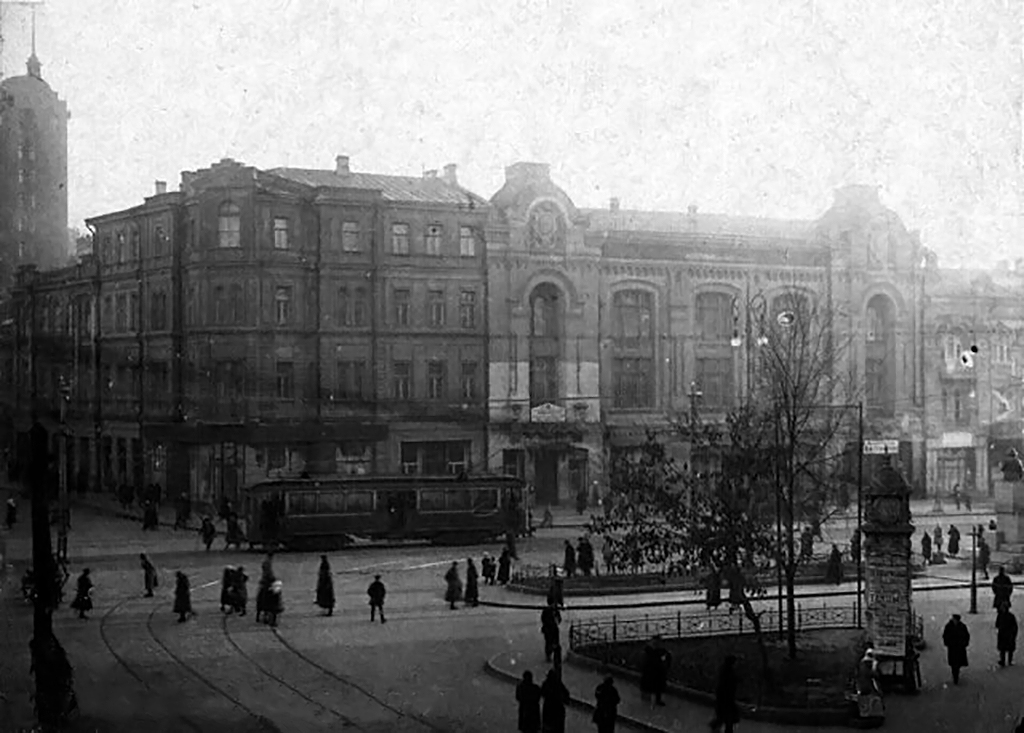
Látkép a Szovjet térről (1925)
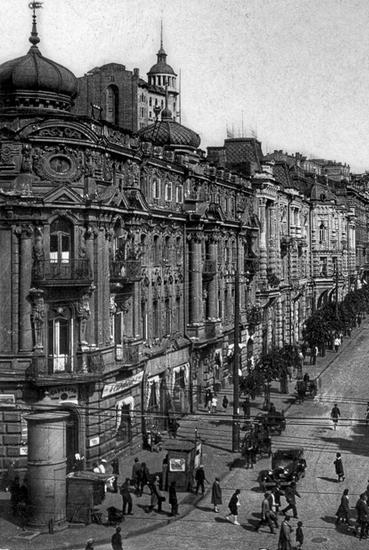
Az 1920-as években
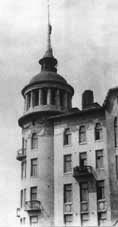
A ház tornya (1932)
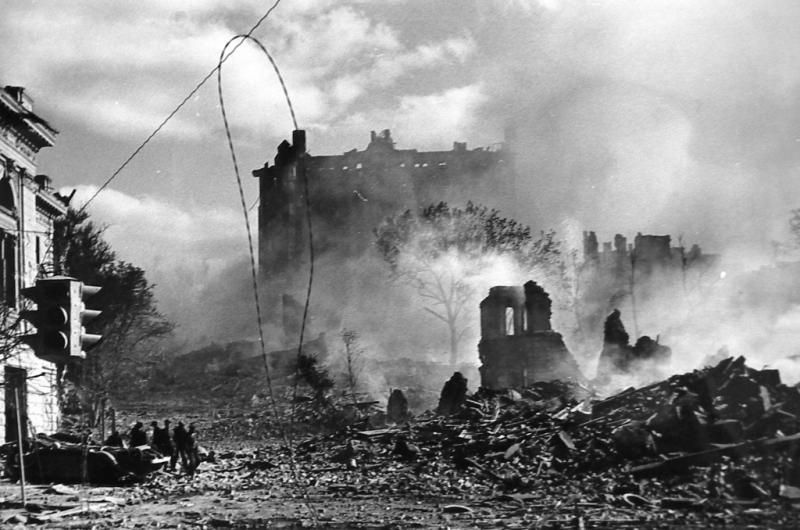
A romok (1941)
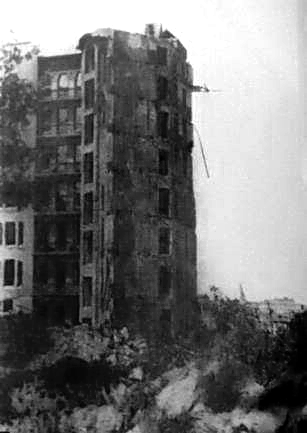
Lerombolt épület
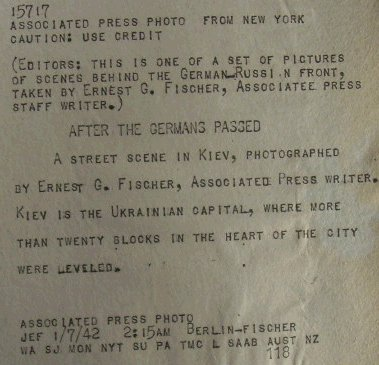
A leomlott épület leírása
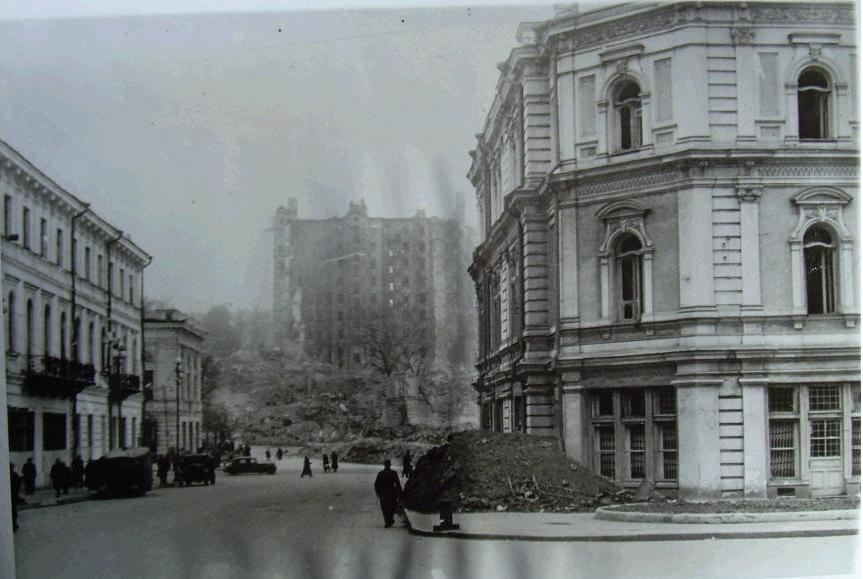
1942. július 1.
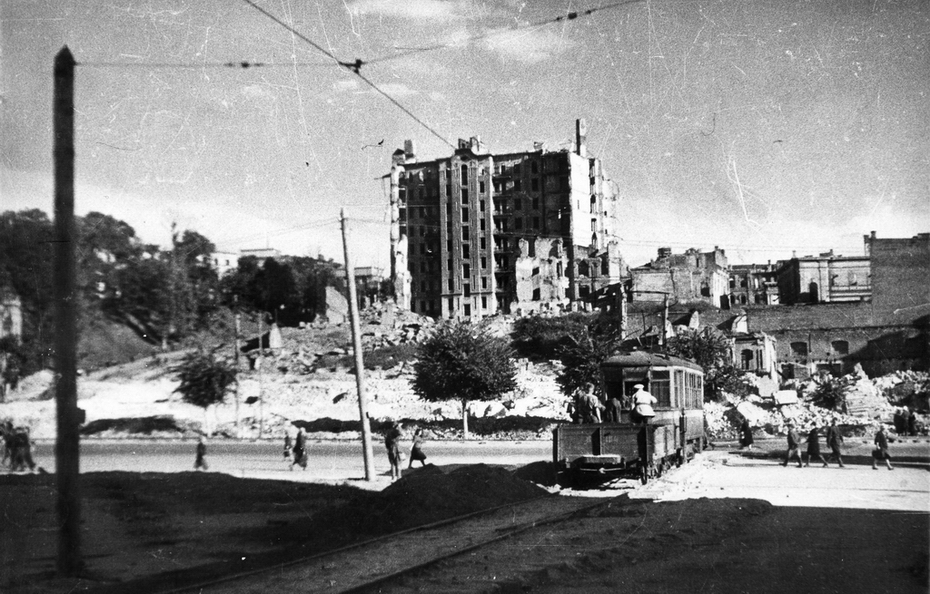
1944
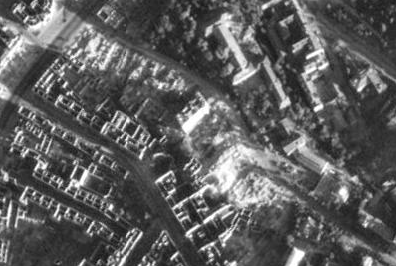
Az összeomlott épület felülről

## Fordítás
- Ez a szócikk részben vagy egészben  a   Ginsburg skyscraper című angol Wikipédia-szócikk ezen változatának fordításán alapul.  Az eredeti cikk szerkesztőit annak laptörténete sorolja fel. Ez a jelzés csupán a megfogalmazás eredetét és a szerzői jogokat jelzi, nem szolgál a cikkben szereplő információk forrásmegjelöléseként.